# Gareth Morris
Gareth Charles Walter Morris (Clevedon, 13 mei 1920 - 14 februari 2007) was een Brits fluitist. Hij was de eerste fluitist van een aantal Londense orkesten, waaronder het Boyd Neel Orchestra voordat hij ging spelen bij het Philharmonia Orchestra. Hij was de eerste fluitist van dit orkest gedurende 24 jaar en fluitdocent aan de Royal Academy of Music van 1945 tot 1985. Morris stond bekend omdat hij op een houten fluit speelde, terwijl de meeste andere spelers waren overgestapt op een metalen fluit.
Gareth Morris werd geboren in Clevedon (Somerset, Engeland) en werd opgeleid aan de kathedrale school van Bristol. Hij begon met fluitspelen toen hij 12 jaar was en had daarna privéles bij Robert Murchie. Toen hij 18 was won hij een beurs voor de ‘’Royal Academy of Music’’, waar zijn belangrijkste leraar Charles Stainer was. Aan de ‘’Academy’’ ontmoette hij onder anderen de hoornist Dennis Brain die levenslang zijn vriend zou blijven. Morris was getuige op zijn bruiloft. Morris' debuut in Wigmore Hall was in 1939 en hij speelde in diverse kamermuziekensembles, waaronder het ‘’Dennis Brain Wind Ensemble’’ en het ‘’London Wind Quintet’’. Tijdens de Tweede Wereldoorlog werd hij actie bij de Royal Air Force en was eerste fluitist in het symfonieorkest van de RAF.
Morris volgde Arthur Gleghorn op als solofluitist van het Philharmonia Orchestra in 1948. Hij speelde tijdens de kroning van koningin Elizabeth II in 1953. Het Philharmonia Orchestra werd opgericht door Walter Legge in 1945, maar in 1964 kondigde Legge aan dat hij de intentie had het orkest te ontmantelen. De orkestleden besloten daarop echter het orkest zelfstandig voort te zetten, onder de naam ‘’New Philharmonia Orchestra’’. In 1966 werd Morris voorzitter van dit orkest met Otto Klemperer als chef-dirigent. Morris had een hechte en diep respectvolle relatie met Klemperer, maar zijn relatie met Karajan is wel omschreven als "op zijn best hartelijk, maar hij respecteerde het talent van de dirigent ".
Klemperer ging met pensioen in 1971 toen hij 87 was, en werd opgevolgd door Lorin Maazel, gevolgd door Riccardo Muti. Morris ging kort daarna met pensioen. De pers sprak destijds van "onverzoenlijke artistieke verschillen" die hadden bijgedragen aan zijn ontslag. Er was echter een andere en waarschijnlijk veel belangrijker reden: toen hij met het orkest op tournee was in New York, werd Morris beroofd en raakte hij ernstig gewond. Hij liep onder andere een beschadigde zenuw op in zijn mond, waardoor hij het fluitspelen moest opgeven.
Morris' fluit was oorspronkelijk een Rudall-Carte met open gisklep en een open D-klep. Later in zijn carrière speelde hij op een instrument dat hij van Robert Murchie had verkregen. Zijn stijl was die van de Engelse school, met een strakke embouchure. Hij maakte een erg vaste en krachtige toon die ook erg delicaat kon zijn. Hij had een hekel aan het excessieve gebruik van vibrato. Hij was meer dan een halve eeuw een van de boegbeelden van het Britse fluitspel. Veel componisten schreven werken voor hem, waaronder Gordon Jacob en Alan Rawsthorne. Gedurende zijn carrière speelde hij de Britse première van de fluitsonate van Poulenc in 1958.
Morris trouwde aanvankelijk in 1954 met Joy Hazelrigg uit Kentucky, met wie hij een dochter kreeg, Emily. Na een scheiding trouwde hij in 1975 met Patricia Murray, met wie hij drie kinderen kreeg, Thomas, Mary en Catharine.
Morris ging na zijn pensioen naar Bristol waar hij doorging met lesgeven. In 1991 publiceerde hij een lesboek met de titel Flute Technique. Hij was verder actief als mediator, als orkestrepetitor en hij gaf lezingen. Hij gaf veelvuldig les aan de Dartington summer school. Zijn broer en zus zijn Christopher, een muziekuitgever bij de Oxford University Press en Jan Morris, een reisauteur. Een fotografisch portret genomen in 1968 door Godfrey Argent is te zien in de National Portrait Gallery.